# Rona de Jos
Rona de Jos (deutsch Unterrohnen, ungarisch Alsóróna) ist eine Gemeinde im Kreis Maramureș im historischen Komitat Máramaros in Rumänien.

## Lage
Die Gemeinde befindet sich an der Nationalstraße 18 nahe der ukrainischen Grenze. Die Stadt Sighetu Marmației liegt etwa 12 km westlich.

## Geschichte
Die Existenz von Rona de Jos wurde erstmals in einem Dokument aus dem Jahre 1360 bescheinigt, welches den Titel der Adelsfamilie Tinavar trägt.

## Verkehr
Durch das Dorf verläuft die Nationalstraße DN18, die Sighetu Marmației mit Moisei verbindet.

## Infrastruktur
Es gibt vier Kindergärten und zwei Schulen.

## Bevölkerung
In der Gemeinde leben hauptsächlich Rumänen. Bei der Volkszählung von 2002 bekannten sich von den damals 2110 Einwohnern zwei zur ungarischen und achtzehn zur ukrainischen Nationalität. Einundzwanzig Bewohner bezeichneten sich als Roma.

## Sehenswürdigkeiten
Im Dorf die Holzkirche Adormirea Maicii Domnului, nach unterschiedlichen Angaben, aus dem Jahr 1639, oder nach Angaben des Verzeichnis historischer Denkmäler des Ministeriums für Kultur und nationales Erbe (Ministerul Culturii și Patrimoniului Național) im 18. Jahrhundert. Die Holzkirche steht unter Denkmalschutz.

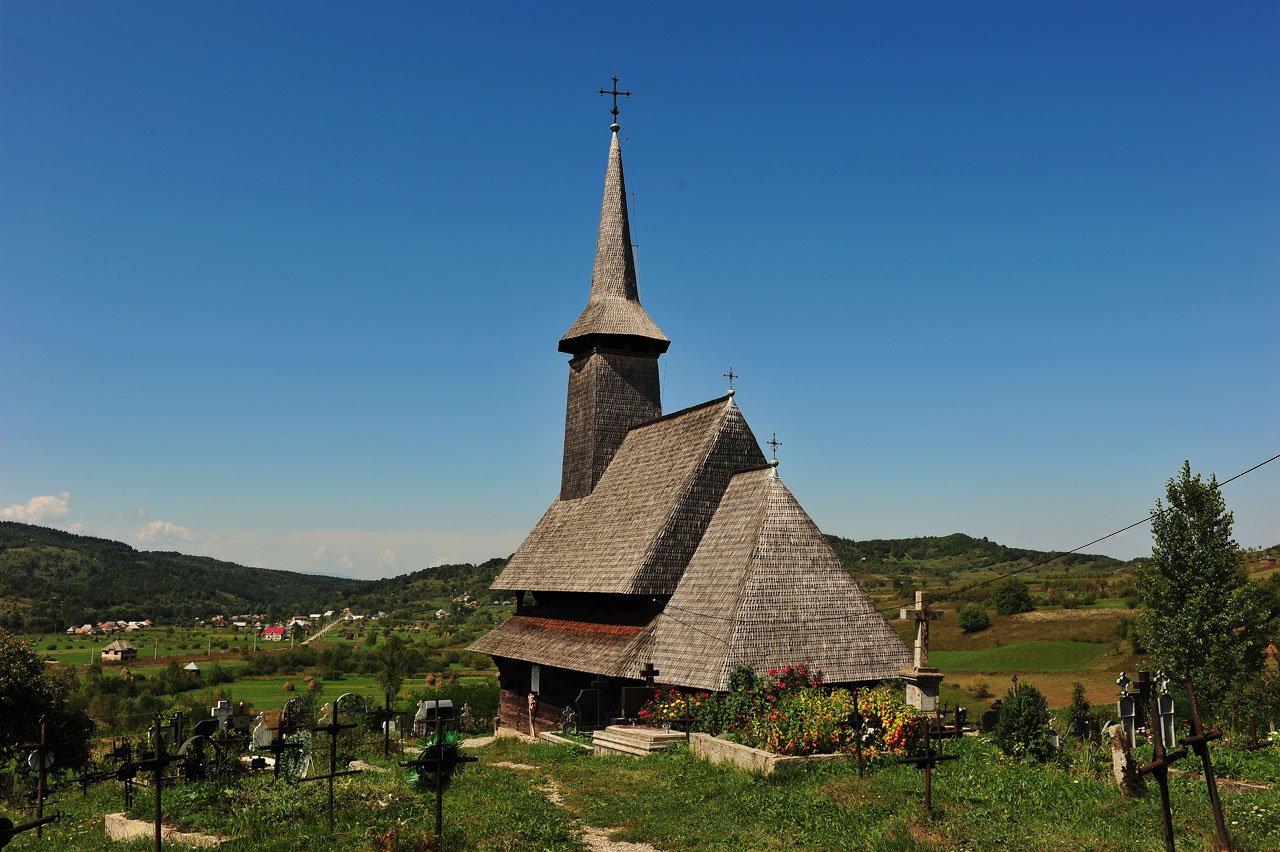
Holzkirche
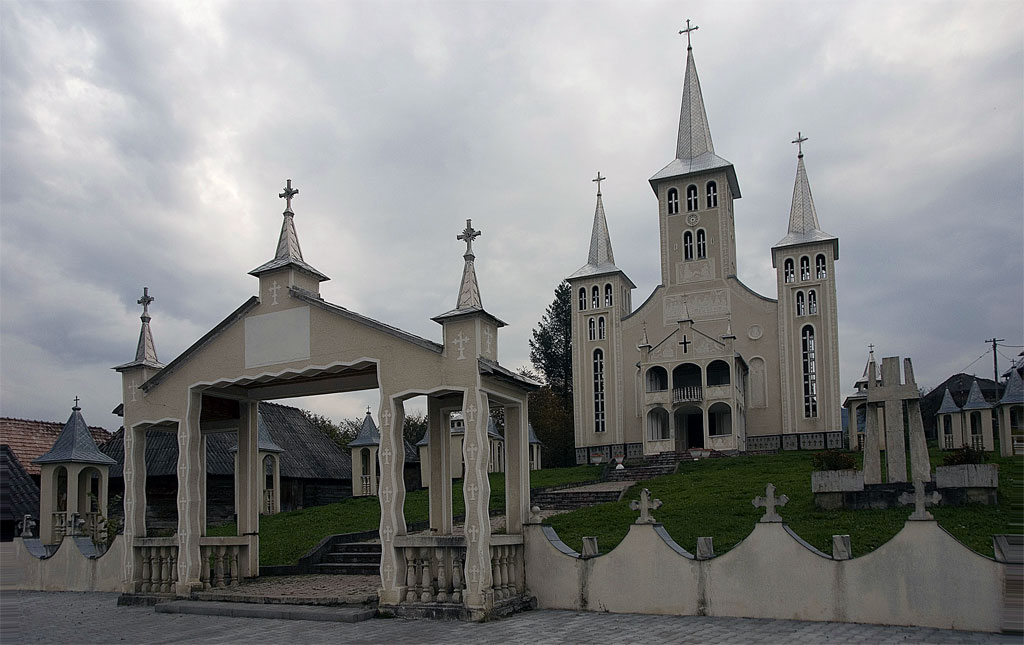
Kirche
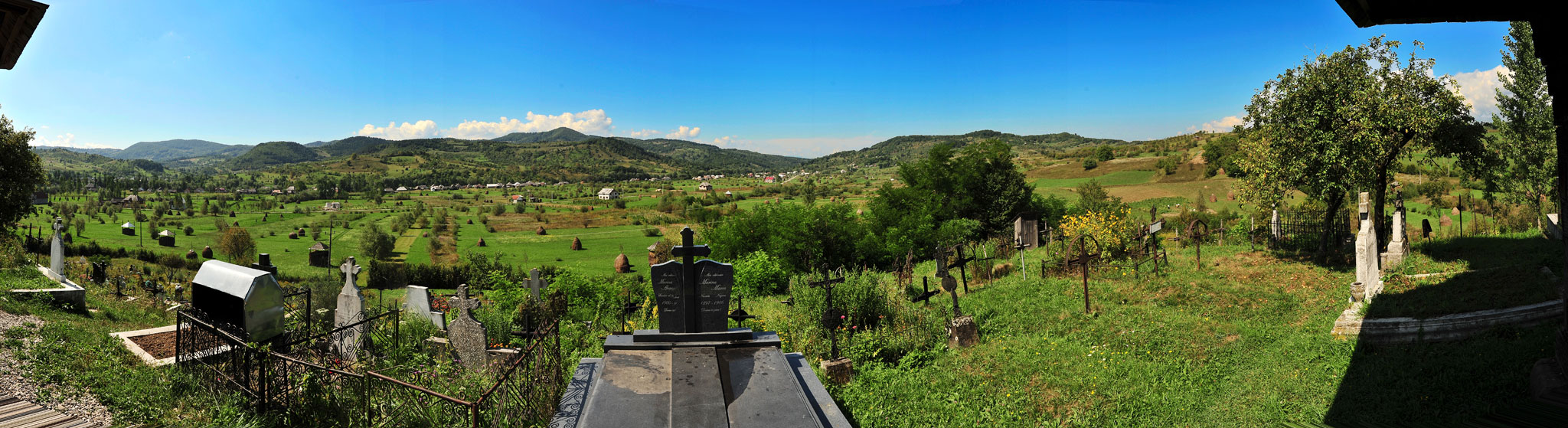
Panorama
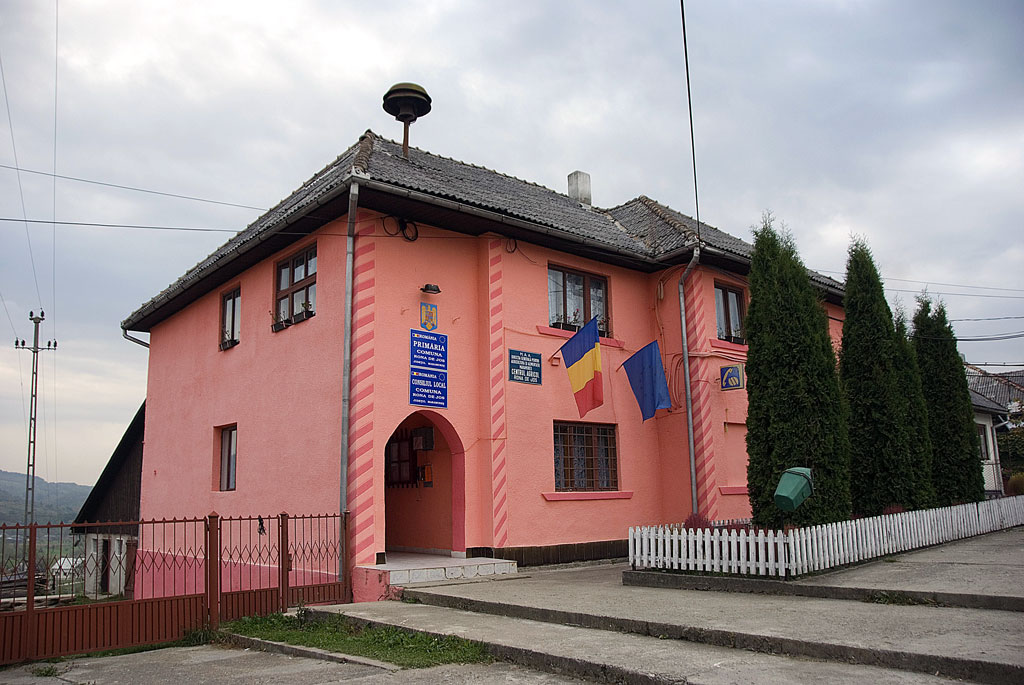
Rathaus
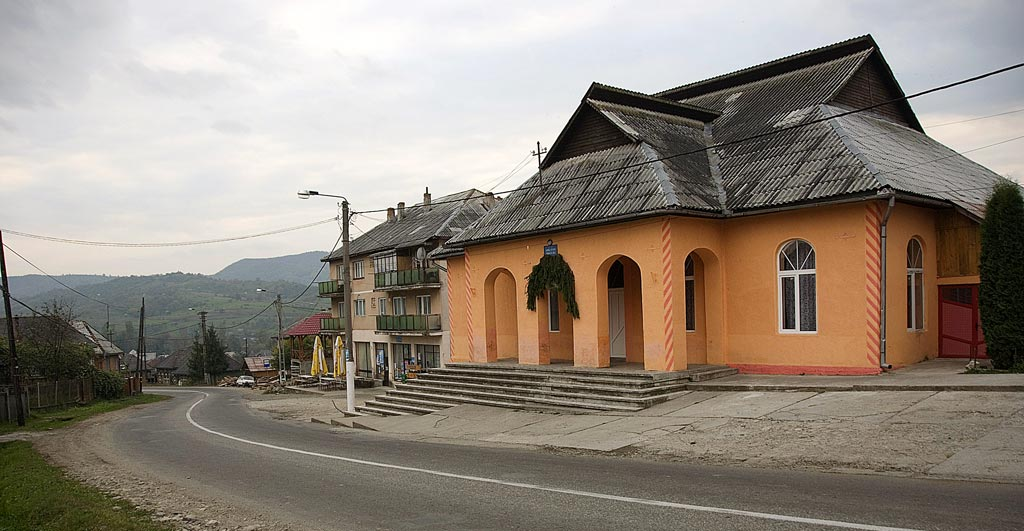
Ortszentrum